# Циби Хэли
Циби Хэли (кит. трад. 契苾何力, пиньинь qìbìhélì, палл. цибихэли) (? — 677 год) — знаменитый военачальник ранней Танской империи, телес, сподвижник Ли Шиминя.
Происходил из телеского ханского дома. Внук Циби Гэлэна (契苾哥楞) или Гэлуньиушимохэ-кагана, правителя телесов. В детстве осиротел. Кочевал вокруг Иссык-Куля. В 623 году привёл несколько тысяч человек в подданство Тан, за что получил ранг Цзо Лин Цзянцзюня (Командующий левой водительствующей гвардией) сопровождающего 3-го ранга. Служил в Лянчжоу.
В 633 участвовал в походе против Гаочана. В 635 год участвовал в походе против Тогона. Лично взял в плен правителя Мужун Фуюна. Был награждён и переведён на охрану северных врат Чанъани. Наблюдал за состоянием военных лагерей. Женился на сяньчжу Линь Тао, принцессе с сопровождающим 2-м рангом, что было для неё мезальянсом. В 635 решил вернуться на родину, чтобы повидать родственников, но там вспыхнуло восстание Сюеяньто, которые схватили его. Для возвращения Циби Ли Шиминь согласился выдать за ханов сюэяньто принцесс Синьсин-гунчжу и Синчэн-гунчжу, своих родных дочерей. Циби вернулся и стал уговорил императора не отдавать принцесс сюэяньто. Был назначен верховным главнокомандующим левой императорской гвардии (основной 3-й ранг). Стал помощником Ашина Шээра (阿史那社尔) в походе против Кучи и Хотана. Захватил кучаского правителя Хэли Бушиби (诃梨布失毕, Харипушпа).
Был направлен во главе 50 000 союзных телесов против Халлыг Ышбара-Джагбу хана в Западно-тюркский каганат, вскоре был отозван для войны против Когурё. Храбро сражался, был ранен копьём в поясницу. Ли Шиминь лично лечил его. Когда нашли воина, что ранил Циби Хэли и привели к нему, тот простил его и велел отпустить с миром. В 649 пытался заколоть себя (ритуально) на могиле Ли Шиминя, но был призван Гао-цзуном. В 660 вместе с Су Динфаном отправился в поход против Когурё. Война двигалась плохо до смерти, в 666 году, фактического правителя Когурё Ён Кэсомуна. Циби стал главнокомандующим в Ляодуне. Под началом Ли Шицзи участвовал во взятии Пхёнъяна. Получил тутул гогуна сопровождающего 1-го ранга.
Умер в 677 году, похоронен с почестями в Мавзолее Чжао, где покоился Ли Шиминь. Посмертно: главнокомандующий, поддерживающий государство (основного 2-го ранга), получил посмертное имя Ле (烈, пылающий, яростный).

## Семья
Супруга:Линь Тао-сяньчжу (принцесса сопровождающего 2-го ранга).
Оставил троих детей: сына Циби Мина (стал крупным военачальником), Циби Гуана (также военный), Циби Чжэня (дослужился до сопровождающего 4-го высшего ранга в придворной службе). Потомки также достигли больших успехов на службе Тан. Дочь Циби Мин вышла за гвардейского генерала.